# Paulino Bernabé

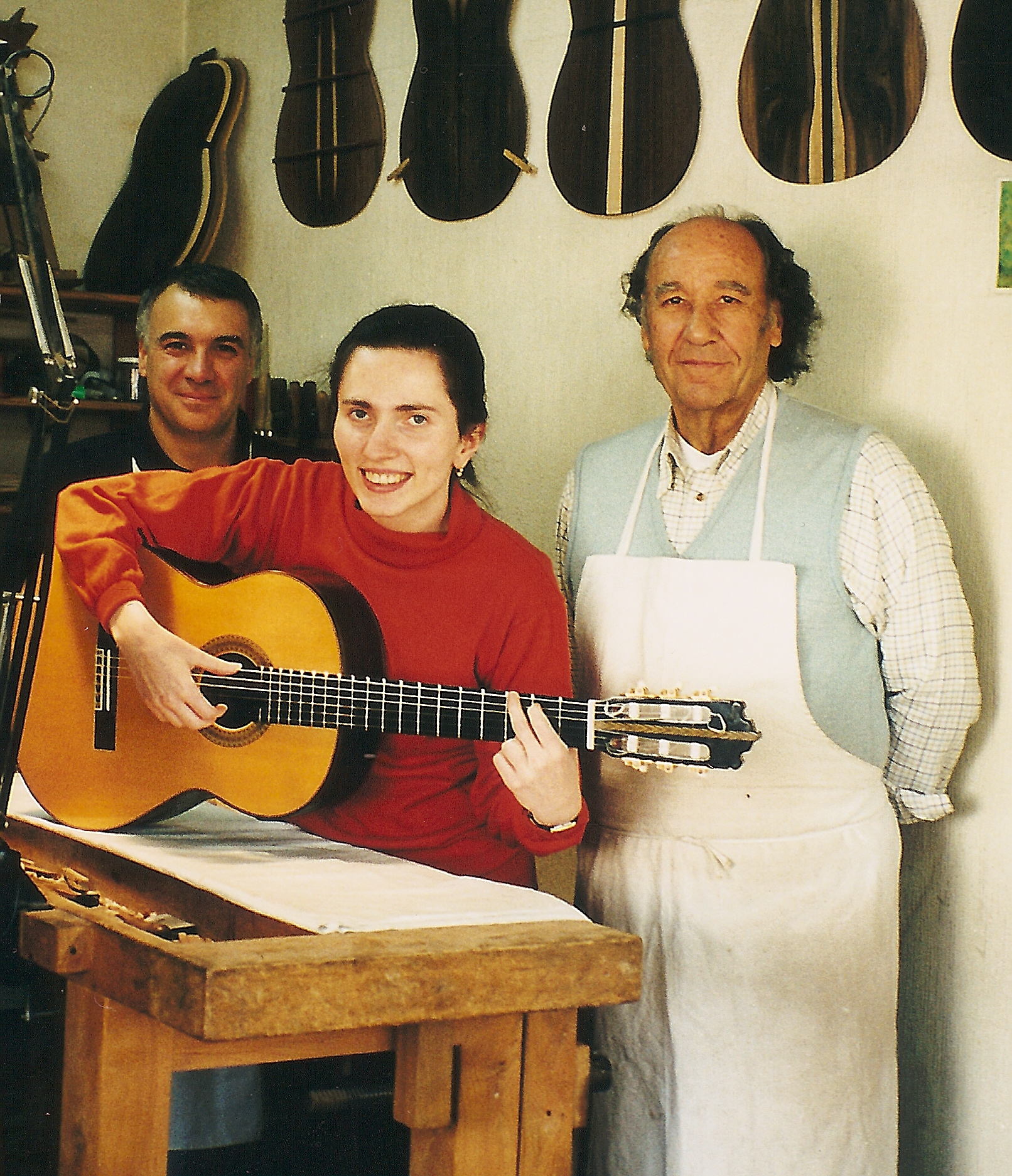
Az osztrák gitáros Johanna Beisteiner a Paulino Bernabé a műhelyében Madridban (2000. október)

Idősebb Paulino Bernabé (teljes neve: Paulino Bernabé Almendáriz) (Madrid, 1932. július 2. – 2007. május 10.) spanyol klasszikus gitárkészítő.

## Élete
Bernabé Madridban született. A spanyol gitáros, Francisco Tárrega tanítványától Daniel Forteától vett zeneórákat, majd kitanulta a klasszikus gitár készítésének művészetét José Ramíreznél. 1696-ban megnyitotta saját műhelyét, és kifejlesztett egy egyedülálló merevítő rendszert gitárjaik belsejéhez, nagyon különleges fák felhasználásával. A fedélhez lucfenyőt és cédrust, a háthoz és a bordákhoz jacarandát használtak, de ezen kívül a Bernabé-gitárokban az öreg juharfa, körte és kámforfa is megtalálható.
A korai '80-as évektől röviddel halála előtt 2007-ben a mester együtt dolgozott 1960-ban született fiával, Paulinóval, aki jelenleg vezeti a műhelyet.
Gitárosok, akik Bernabé-gitárokon játszanak, többek között: Narciso Yepes, Johanna Beisteiner, és Alexandre Lagoya.

## Díjai
1974-ben Bernabé aranyéremmel díjazták a müncheni Nemzetközi Iparos Kiállításon.